# Blödarfebervirus
Blödarfebervirus även kallat Alkhurmavirus (ALKV) tillhör virusfamiljen Flaviviridae, och orsakar blödarfeber hos människor. År 2018 upptäcktes viruset hos fästingar på flyttfåglar i Europa. Fästingen (Hyalomma) som sprider viruset överlever inte i Sverige.